# Багринешты
Багринешты также Бэхринешть (рум. Băhrineşti) — село в Флорештском районе Молдавии. Относится к сёлам, не образующим коммуну.

## География
Село расположено на реке Реут на высоте 94 метра над уровнем моря.

## Население
По данным переписи населения 2004 года, в селе Бэхринешть проживает 2370 человек (1143 мужчины, 1227 женщин).
Этнический состав села:
| Национальность | Число жителей | Процентный состав |
| -------------- | ------------- | ----------------- |
| молдаване      | 2356          | 99,41             |
| украинцы       | 11            | 0,46              |
| гагаузы        | 2             | 0,08              |
| русские        | 1             | 0,04              |
| Всего          | 2370          | 100 %             |

## Известные жители
- Евгений Плохотнюк, ректор Бельцкого государственного университета им. Алеку Руссо